# Tekei evangélikus templom
A tekei evangélikus templom műemlékké nyilvánított épület Romániában, Beszterce-Naszód megyében. A romániai műemlékek jegyzékében a BN-II-m-A-01717 sorszámon szerepel.